# The Violent Years
The Violent Years is een Amerikaanse film uit 1956, met in de hoofdrol Jean Moorhead. De film werd geregisseerd door William Morgan. Het scenario is van Ed Wood.

## Verhaal
Paula Parkins, de verwende dochter van de hoofdredacteur van een lokale krant, richt een groep op van vrouwen die net als zij zich vervelen. Ze kleden zich in mannenkleding, beroven benzinepompen en terroriseren stelletjes.
Als hoofdredacteur heeft Paula’s vader directe toegang tot de plannen van de politie om Paula’s bende in te rekenen. Hij vertelt deze informatie altijd aan zijn dochter, niet wetende dat zij bij de bende hoort. Derhalve kan de groep de politie steeds net een stap voor zijn. Ondertussen raakt Paula zwanger.
Wanneer de groep op een avond een klaslokaal van de school vernielt, worden ze door de politie geconfronteerd. Een vuurgevecht breekt los. Paula wordt naar het ziekenhuis afgevoerd, waar ze sterft na te zijn bevallen van haar kind.

## Rolverdeling
| Acteur             | Personage      |
| ------------------ | -------------- |
| Jean Moorhead      | Paula Parkins  |
| Barbara Weeks      | Jane Parkins   |
| Arthur Millan      | Carl Parkins   |
| Theresa Hancock    | Georgia        |
| Joanne Cangi       | Geraldine      |
| Gloria Farr        | Phyllis        |
| Glenn Corbett      | Barney Stetson |
| Lee Constant       | Sheila         |
| I. Stanford Jolley | Rechter Clara  |
| Timothy Farrell    | Lt. Holmes     |
| F. Chan McClure    | Det. Artman    |
| Bruno Metsa        | Manny          |

## Achtergrond
Het scenario van de film werd geschreven door Edward D. Wood Jr., de regisseur van Glen or Glenda en Plan 9 from Outer Space. The Violent Years was financieel gezien de meest succesvolle film waar Ed Wood aan mee had gewerkt.
De film werd bespot in de cultserie Mystery Science Theater 3000.